# Hässelby strand

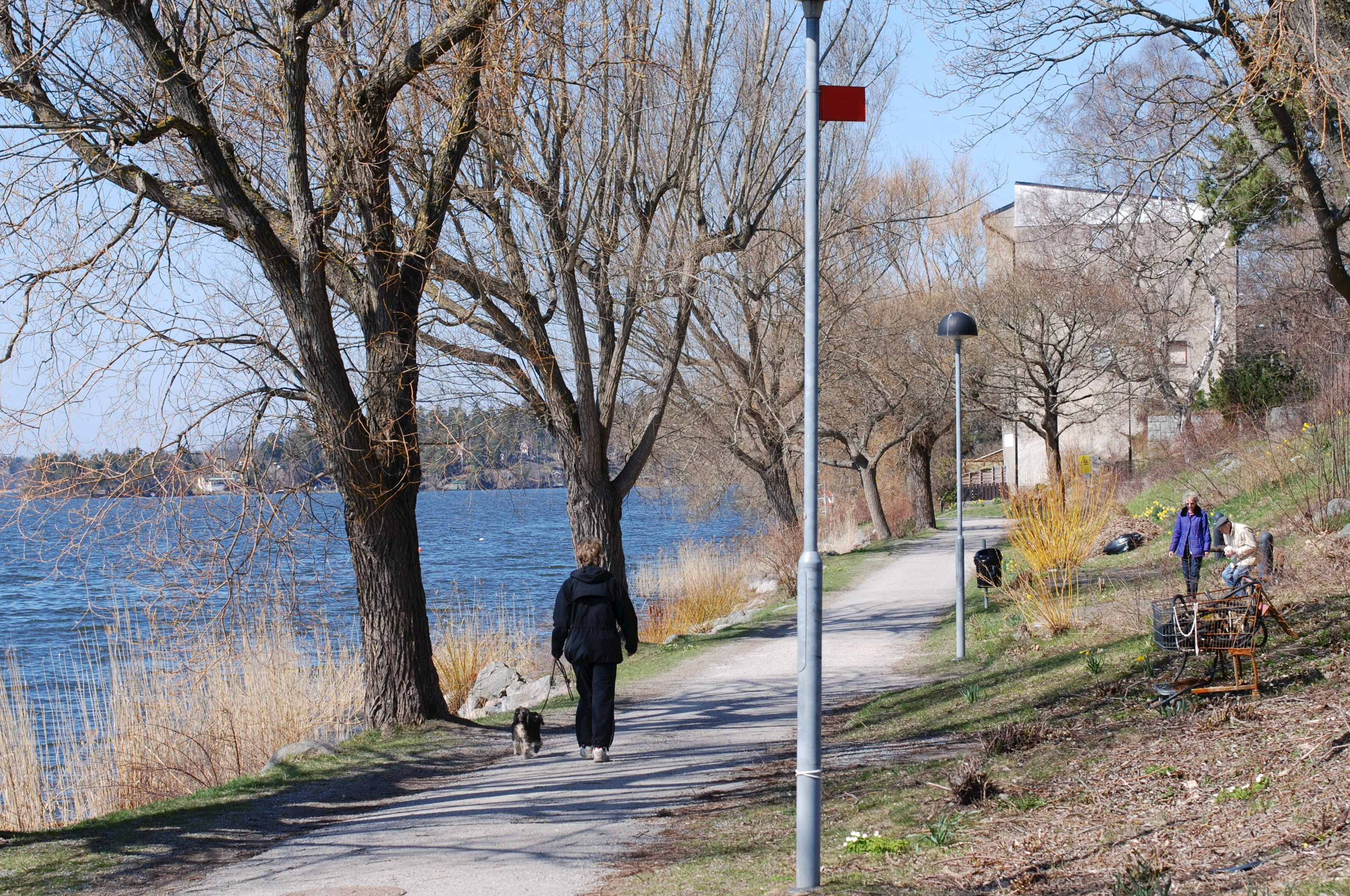
Strandlidens strandpromenad, mot nordväst.

Hässelby strand är en stadsdel i Västerort inom Stockholms kommun. Stadsdelen gränsar till Hässelby gård, Hässelby villastad och Grimsta samt över vattnet (Mälaren) till Ekerö kommun. Den ligger i Hässelby distrikt och tillhör Hässelby-Vällingby stadsdelsområde. Stadsdelen bildades 1954.

## Historia

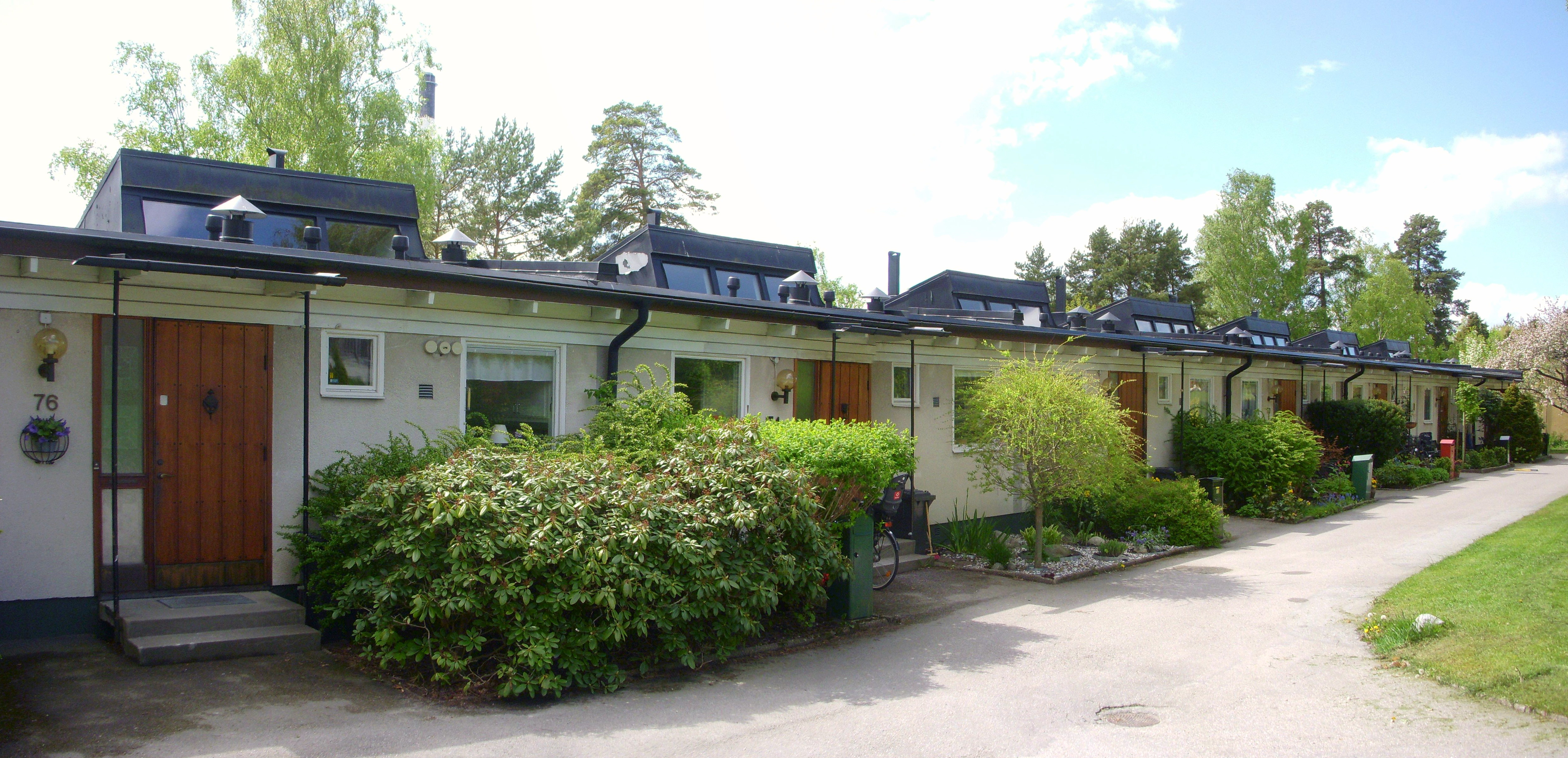
"Radiohusen" i maj 2015.

Det moderna Hässelby strand växte fram under 1950-talet. Från början kallades området Maltesholm, efter en liten gård (en så kallad lägenhet) i området. Drivande bakom planerna på att bygga här var den dåvarande stadsplanedirektören Sven Markelius. Många var negativa till att bygga så nära vattnet och ville att tunnelbanan i stället skulle dras till Hässelby villastad. Detaljplanerna togs fram 1952 och 1953. Enligt dem skulle man bygga låga smalhus, men även lite högre punkthus på 6-7 våningar. De flesta husen uppfördes 1956-1957. Bland byggherrarna fanns både kommunala bolag som Svenska Bostäder och AB Familjebostäder och privata byggherrar som HSB och Riksbyggen. Tunnelbanan invigdes 1958.
Stadsdelens centrum utformades av arkitekterna Stig Ancker, Bengt Gate och Sten Lindegren på uppdrag av det kommunala bolaget AB Stockholmshem. Det utformades med varma färger, till exempel rött tegel, teak och skiffer, med ganska låga hus runt omkring. Inspirationen kom från Rotterdams nya affärskvarter. 1970 byggdes här även Hässelby strands kyrka, arkitekt Oscar Fuchs. Denna ursprungliga centrumbebyggelse är nu riven och ersatt med nya fastigheter som innehåller fler bostäder än tidigare. Bland annat reser sig ett nytt landmärke för Hässelby Strand, Piedestalen, ett 17 våningar högt hus med 127 lägenheter. Detaljplanen antogs 21 juni 2006.
Nere vid Mälaren, vid Strandliden, uppfördes 16 lamellhus 1956-1957, efter ritningar av arkitekterna Jöran Curman och Nils Gunnartz. Dessa hus är belägna precis nere vid vattnet, med endast en liten strandpromenad mellan husen och vattnet.
På gränsen mellan Hässelby Strand och Hässelby Villastad på Måbärsstigen, ligger de så kallade Radiohusen: 32 radhus (ritade av arkitekterna Josef Stäck och Bertil Karlén) som stod klara 1958. I husen bosatte sig några svenska radioprofiler, bland annat Allan Schulman, Pekka Langer och Putte Wickman. Området består av fem huslängor med arkitektur som tydligt visar till det funktionalistiska tankesättet med väl utformade planlösningar.

## Hässelbyverket

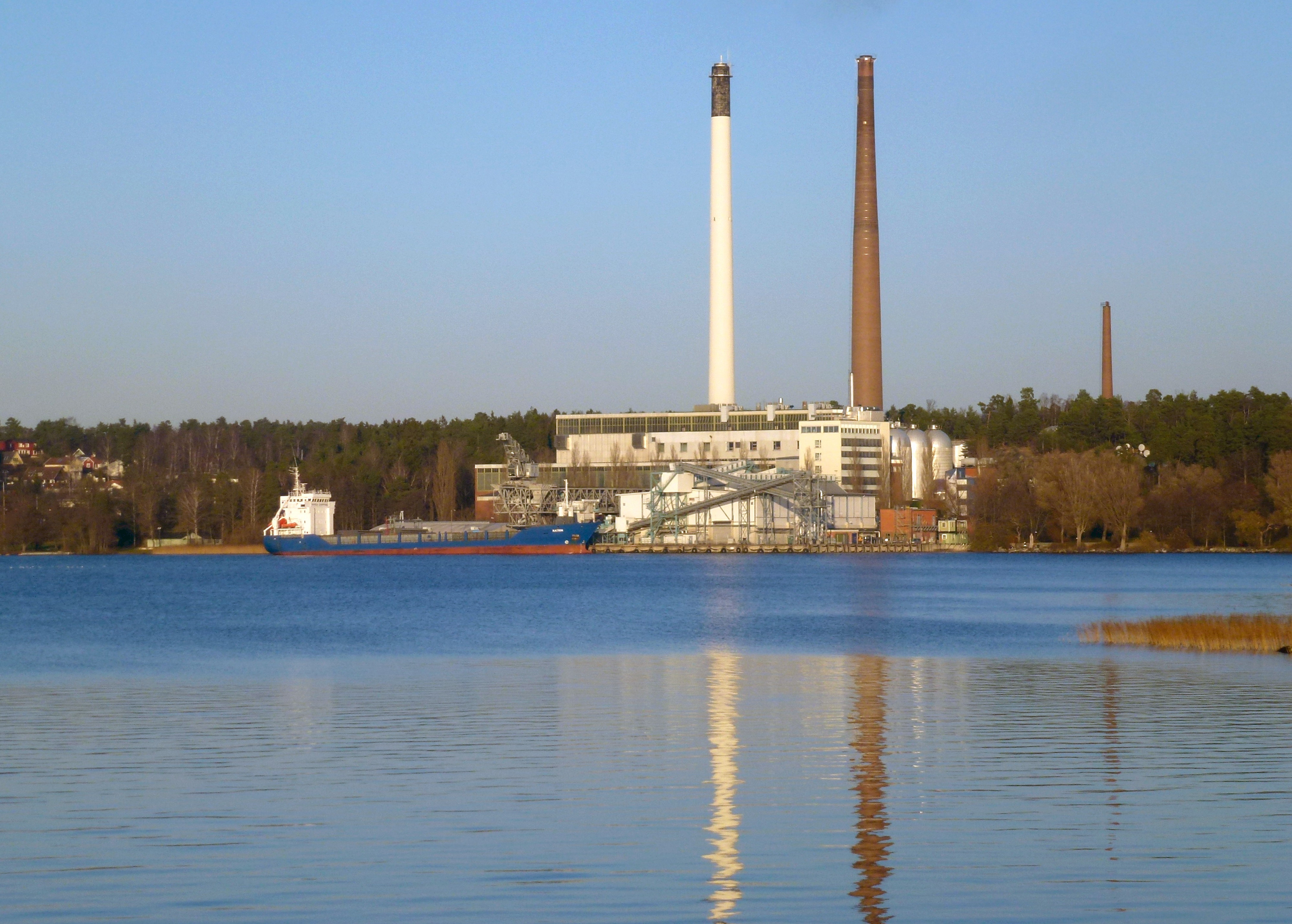
Hässelbyverket, vy från Lambarudd.

Hässelbyverket med sina 135 meter höga skorstenar är ett riktmärke som syns på långt avstånd och är ett signum för Hässelby. Verket började byggas under mitten av 1950-talet och togs i bruk 1959 som det första fjärrvärmeverket i Stockholmsområdet. 
Från början drevs turbinerna med koleld. På 1960-talet övergick man till oljedrift för att sedan kort gå tillbaka till koldrift igen innan man på 1980-talet konverterade anläggningen till att drivas med biobränslet pellets samt olja. Förutom de olika bränslebytena har inte mycket skett med anläggningens interiör och maskiner under årens lopp. Idag är det Fortum som driver kraftverket. 
Kraftverket är en basproduktionsanläggning och en viktig del av Stockholms kraftförsörjning, det är därför klassat som skyddsobjekt belagt med foto- och avbildningsförbud.

## Tunnelbanestationen

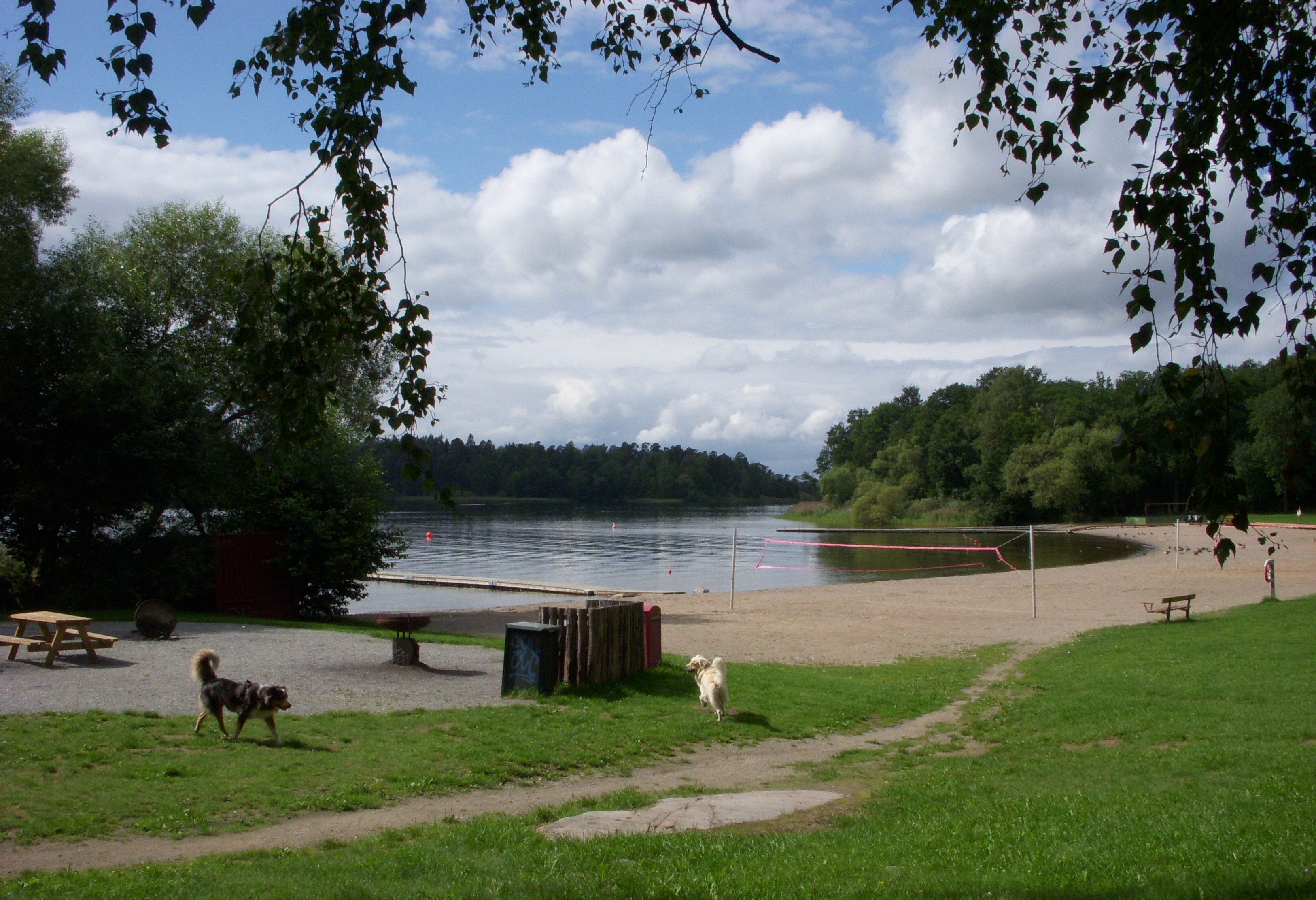
Maltesholmsbadet.

Tunnelbanestation Hässelby strand är nordvästlig ändstation för gröna linjen (linje 19) och ligger efter Hässelby gård. Den ligger 18,6 kilometer från station Slussen och invigdes den 18 november 1958. 
Premiärtåget, skyltat "invigningståg", avgick klockan 13.28 från Bagarmossens station, som också invigdes denna dag. Tåget var både fram och bak snyggt prytt med 6 flaggor i ett knippe. De 320 inbjudna, med borgarråden Helge Berglund och Erik Huss i spetsen, blev bjudna på kaffe under färden. Tågförare var Karl Johan Gustavsson som var spårvägens äldsta förare. Han fick hjälp av Albert Johansson att köra premiärtåget. Ernst Knut Karlsson var tågvakt och skötte dörrarna. Tåget gick först till Farsta. Klockan 14.12 bar det av mot Hässelby strand med enda uppehåll vid T-Centralen. Efter en kort paus avgick så premiärtåget från Hässelby strand klockan 15.24 till Högdalsdepån. De inbjudna gästerna åkte med detta tåg genom praktiskt taget hela det dåtida tunnelbanenätet. 

## Gatunamn
Många gator inom Hässelby strand har fått namn efter olika bär och frukter, andra har anknytning till lokala torp eller topografin i området. 
Fyrspannsgatan, som delvis utgör gräns mot Hässelby villastad och från början sträckte sig in i Hässelby gård, har namn inom kategorin "häst och vagn" som förekommer i Hässelby gård.

## Demografi
År 2017 hade stadsdelen cirka 7 800 invånare, varav cirka 49,6 procent med utländsk bakgrund.